# 枝徹也
枝 徹也（えだ てつや、1936年8月5日 - ）は、日本の実業家。日立金属代表取締役会長・社長。

## 経歴
福岡県出身。1955年福岡県立修猷館高等学校を経て、1959年京都大学工学部冶金学科卒業。
1959年日立金属入社。若松工場長兼同工場開発室長などを務めた後、1989年6月取締役となり、1991年6月常務、1992年6月専務COP本部長、1993年6月技術本部長兼COP推進本部長、1994年6月副社長COP推進本部長兼事業企画本部長兼輸出管理本部長を経て、1995年6月代表取締役社長に就任。
2000年6月代表取締役会長に就任。2001年6月相談役。